# 巴伊·比比亞奧恩·利格卡亞恩·比格卡伊
巴伊·比比亞奧恩·利格卡亞恩·比格卡伊（Bai Bibyaon Ligkayan Bigkay；約1940年— ）是菲律賓部落首領與環保主義者，為民答那峨島馬諾博部落的第一位、也是迄今唯一一位女性首領，其名中的「巴伊」為民答那峨女性的榮譽頭銜，「比比亞奧恩」則是部落首領的頭銜。
自1994年起比格卡伊便是一名活躍的原住民權益倡議者，捍衛馬諾博人的傳統領域潘托浪山脉，對抗伐木對此區域環境的破壞與族人面臨的種族滅絕威脅。2014年族人受地方武裝勢力攻擊時，她率族人遷至城市中。
2017年，菲律賓大學頒發坦當梭拉獎（Gawad Tandang Sora）給比格卡伊以表揚她為領導少數民族爭取權益與尊嚴的努力，將她譽為「鄉間的梅秋拉·阿基諾」。2018年，她獲頒第五屆環境英雄獎（Gawad Bayani ng Kalikasan）。